# بحيرة فلسطين
بحيرة فلسطين (بالإنجليزية: Lake 
Palestine)‏ هي بحيرة ماؤها عذبة تقع في شرق ولاية تكساس، أنشئت لأغراض صناعية ومحلية واستجمامية. وهي بحيرة اصطناعية تشكلت بإنشاء نحو 5٫720 قدم على امتداد سد بلاكبيرن.
بدأ مشروع إنشاء البحيرة في عام 1960 واكتمل في 13 يونيو عام 1962. وكانت البحيرة الناتجة بطول 198 ميلا، وتمتد من الشمال الغربي إلى الجنوب الشرقي. بامتداد 135 ميل على الساحل، أوسع جزء بالحيرة هو 4 أميال بالعرض. تتغذي البحيرة بالمياة بشكل رئيسي من مياه نهر نيتشيس وخور كيكابو.
تقع البحيرة في أجزاء من أربع مقاطعات هم: أندرسون، شيروكي، هينديرسون وسميث.
وفقا للمسح الذي قامت به تكساس لتطوير المياه لعام 2012، تبلغ سعة التخزين في بحيرة فلسطين حوالي 367٫312 فدانًا كما تبلغ مساحتها 2٫312 فدانًا، بمساحة مسطحة حوالي 23.112 فدان على ارتفاع حمام السباحة الذي يبلغ ارتفاعه 345 قدمًا فوق مستوى سطح البحر. وتبلغ مساحة الصرف فوق السد حوالي 839 ميل مربع.